# Абрашино
Абрашино (рос. Абрашино) — присілок у Ординському районі Новосибірської області Російської Федерації.
Входить до складу муніципального утворення Нижньокаменська сільрада. Населення становить 37 осіб (2010).

## Історія
Згідно із законом від 2 червня 2004 року органом місцевого самоврядування є Нижньокаменська сільрада.

## Населення
| 2002 | 2007 | 2010 |
| ---- | ---- | ---- |
| 108  | ↘39  | ↘37  |